# Burgruine Hohenstein (Hohenstadt)
Die Burgruine Hohenstein ist eine abgegangene Spornburg beim Ortsteil Hohenstadt der Stadt Schwäbisch Hall im Landkreis Schwäbisch Hall in Baden-Württemberg.

## Geschichte
Die Burg wurde von den Herren von Hohenstein erbaut und 1334 erstmals erwähnt. Als späterer Besitzer wird ein Kraft von Hohenlohe genannt. In der Mitte des 14. Jahrhunderts wurde die Burg zerstört.

## Anlage
Von der Höhenburg auf einem 372,8 m ü. NN hohen Sporn westlich über einer Talschlinge der Bühler zwischen dem Weiler Hohenstadt oben auf der Haller Ebene und dem Mühlenweiler Neunbronn im Tal ist ein tiefer Halsgraben und ein einige Meter hoher Burghügel erhalten, der über eine Feldwand senkrecht zur abwärtigen Talschlinge abfällt.